# Archileptocera nigrina
Archileptocera nigrina är en tvåvingeart som beskrevs av Oswald Duda 1920. Archileptocera nigrina ingår i släktet Archileptocera och familjen hoppflugor. Inga underarter finns listade i Catalogue of Life.